# Процедура 1503
Процеду́ра 1503 — процедура розслідування порушень прав людини (встановлена рішенням РЕСП № 1503) Комісії ООН з прав людини, що має справу з серйозними, постійними і систематичними порушеннями прав людини.
- ECOSOC Resolution 1503 (48th session) «Procedure for dealing with communications relating to violations of human rights and fundamental freedoms»[недоступне посилання з липня 2019] UN Doc. E/4832/Add.1 (англ.)
- Процедура 1503 Комиссии по правам человека [Архівовано 8 січня 2012 у Wayback Machine.](рос.)